# Alvar Myhlback
Alvar Myhlback, född 22 mars 2006, är en svensk längdskidåkare, bosatt i Bjursås i Dalarna.
Som 16-åring tog han sitt första SM-silver i sprint (2022). År 2023 fick han dispens att som yngste åkare genom tiderna få tävla i Vasaloppet, och slutade på åttonde plats. Vid Juniorvärldsmästerskapen i nordisk skidsport 2024 i Planica vann Myhlback guld på distansen 10 kilometer i klassisk stil, med över 50 sekunder tillgodo till andraplatsen. I Planica vann han även guld i mixstafetten tillsammans med Evelina Crüsell, Anton Grahn och Mira Göransson.
I augusti 2023 vann Alvar Myhlback Alliansloppet på rullskidor.
I Vasaloppet 2024 slutade Myhlback på tredje plats.
Myhlback vann Vasaloppet 2025 som den yngste vinnaren någonsin. Han var då 18 år och 345 dagar. Tiden, 3:28:45, var den näst bästa någonsin.
Alvar Myhlback är son till före detta landslagsåkaren och vallachefen för Sveriges landslag i längdskidor, Petter Myhlback.